# Lungomare di Baku
La capitale della Repubblica dell'Azerbaigian, Baku, ha i suoi tratti distintivi nella sua storia e architettura, che la distingue dalle altre grandi città del mondo. Si tratta di un viale sul mar Caspio (lungomare), che è una delle principali attrazioni e luoghi di svago della popolazione locale e degli ospiti stranieri, che ha una grande importanza nella pianificazione urbana.
Nel 2009 ha celebrato il suo 100º anniversario. La lunghezza del lungomare prima della ricostruzione era di 16 chilometri, e dopo la ricostruzione generale è diventato 25 km.

## Storia

### Era Zarista e della Repubblica Democratica dell'Azerbaigian

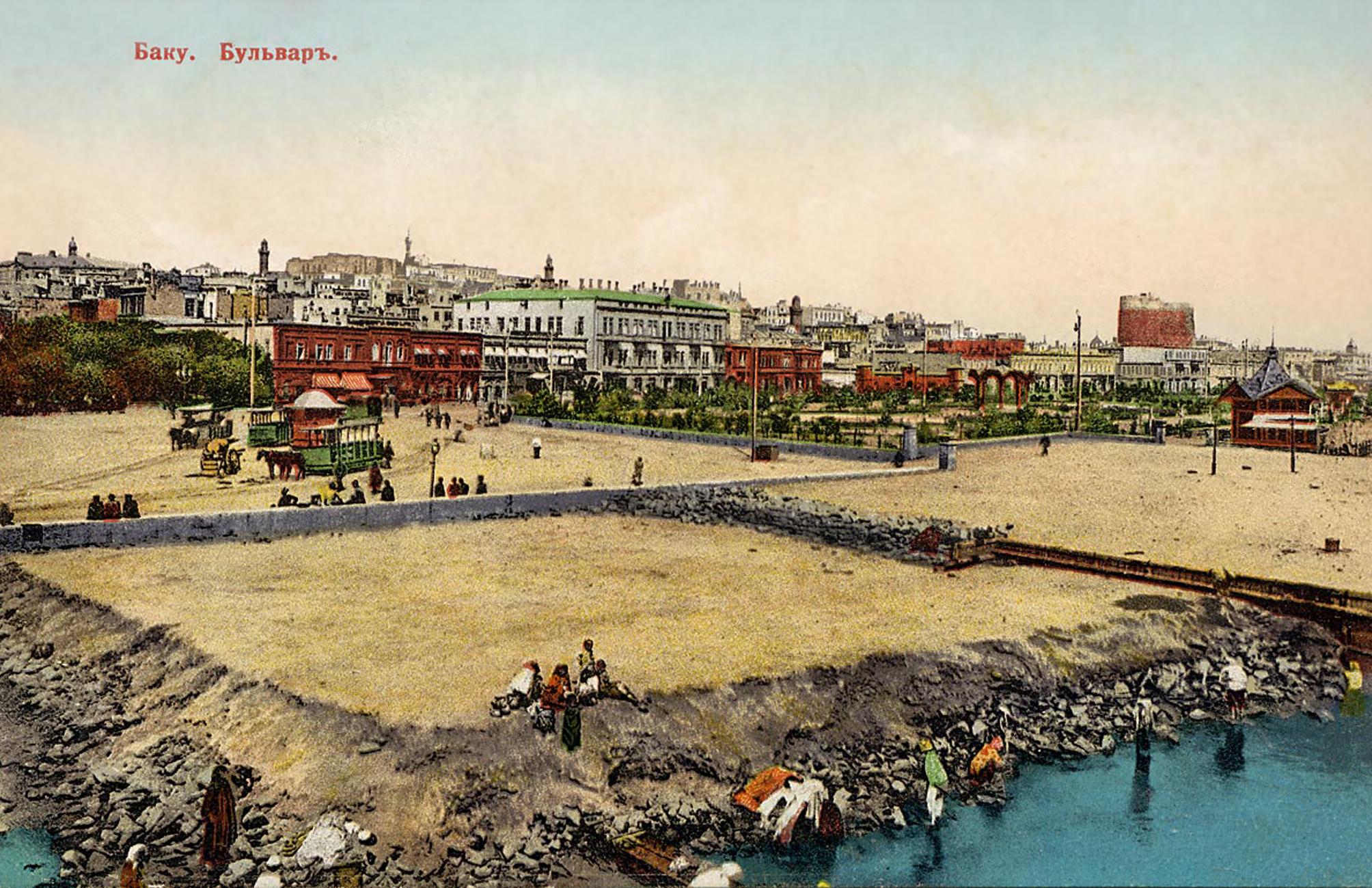
Lungomare di Baku all'inizio del XX secolo

Il consiglio comunale di Baku ha ripetutamente discusso la questione della creazione di un viale sul mare dall'inizio del XIX secolo, ma solo nel 1909 sono stati presi misure concrete, avviati dall'ingegnere azerbaigiano Mammad Hasan Hajinski. Le autorità cittadine hanno stanziato fondi in tutto 600 000 rubli. Il parco aveva lo scopo di provvedere alla continua espansione della città a nord, offrendo opportunità di svago e relax per la nuova classe media a ovest, e una fuga dal rapido sbandamento del centro città per coloro che sono rimasti indietro. Per selezionare il miglior design per il lungomare, Hajinski organizzò un concorso tra gli architetti di Baku. Tuttavia, poiché la maggior parte dei 30 architetti della città erano occupati a progettare palazzi per i baroni del petrolio, solo tre hanno presentato piani per questo progetto. Il progetto vincente era intitolato "Zvezda" (stella) del Gabriel Ter-Mikelov e comprendeva una casa di balneazione, un lussuoso ristorante e una decina di padiglioni. Il progetto specificava che le acque reflue sarebbero state raccolte in un collettore separato invece di essere scaricate direttamente nel Caspio. I lavori furono completati nel 1911.

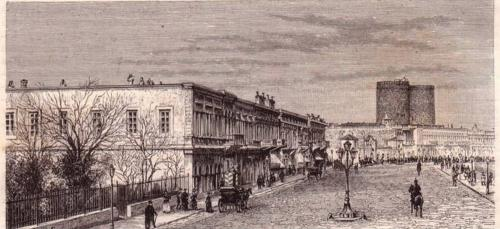
Baku, lungomare di Alessandro II

Fino all'inizio del XX secolo, il viale aveva ville da un lato e il lungomare dall'altro. Non c'erano alberi. Tonnellate e tonnellate di terreno fertile sono state importate per arricchire la qualità del suolo. Sindaco di Baku, R. Hoven, sostenuto dagli imprenditori più ricchi, emise un decreto nel 1880 affermando che tutte le navi che entravano nei porti di Baku dall'Iran dovevano portare terreno fertile con loro. In breve tempo, fu depositato abbastanza terreno e furono sviluppati i parchi che caratterizzano il lungomare della città.
Inizialmente era ristrutturato il territorio costiero, situato tra la banchina della società "Caucaso e Mercurio" e la casa di Seyid Mirbabayev. Ora questo territorio è dal Teatro delle Marionette alla piazza Azneft. I territori furono sgomberati, alberi, aiuole e cespugli furono piantati.
Nella nuova Casa Balneare di Baku, i visitatori potevano fare una nuotata mentre visitavano il lungomare. Questa casa balneare fu chiusa alla fine degli anni '50 a causa della scarsa manutenzione e dell'acqua inquinata della baia.
Il lungomare migliorato si estendeva da quella che ora è la piazza Azneft al lussuoso cinema, ristorante e casinò chiamato "Phenomenon", progettato dall'architetto polacco Józef Plośko nel 1912.

### Periodo sovietico
Durante il periodo sovietico, il casinò è stato convertito in un Teatro delle Marionette, una funzione che serve ancora per oggi. Successivamente, il lungomare è stato esteso fino al porto commerciale internazionale di Baku.

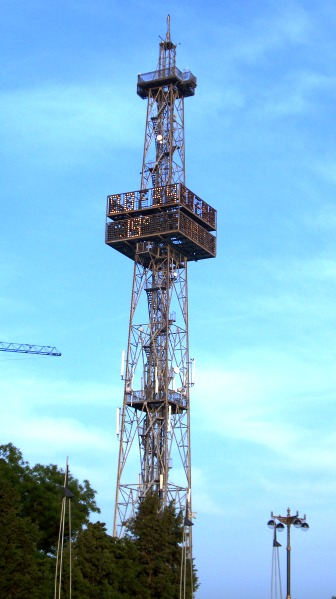
Torre nel lungomare

La situazione peggiorò ulteriormente quando il livello del mare iniziò a salire così in alto che molti degli alberi e degli arbusti del parco iniziarono a estinguersi a causa della salinità dell'acqua. Al momento, ancora, il livello del mar Caspio sta tornando indietro.
Nel 1936 fu costruita una torre di paracadute per le attività estreme. Tuttavia, la torre cessò di funzionare dopo un incidente mortale negli anni '60, che portò al divieto assoluto del paracadutismo dalla torre. Fino ad oggi, la torre è considerata uno dei punti di riferimento del lungomare e mostra ora esatta, previsioni del tempo e del vento.
Il Boulevard si è sviluppato ulteriormente dopo la costruzione dei caffè Bahar e Mirvari, del cinema estivo, la piccola Venezia, la stazione marittima e di altre attrazioni di passatempo negli anni 1950-1960.
Nel 1970, il viale fu ampliato sia verso est che verso ovest.

### Dopo l'indipendenza
Nel 1999, il lungomare è stato proclamato come Parco Lungomare Nazionale da Heydar Aliyev, ex presidente dell'Azerbaigian. Questo status ha anche contribuito a mitigare le preoccupazioni ambientali come la pulizia dell'inquinamento da giacimenti petroliferi del Mar Caspio. Fino al 2009, c'erano 28 attrazioni di intrattenimento nel parco divertimenti del lungomare. Tuttavia, per motivi di sicurezza, le vecchie attrazioni sono state sostituite da nuovi caroselli e giostre da Italia e Germania. Nel 2007, una fontana musicale è stata aperta nel Seaside National Park vicino alla piazza Azneft e la ricostruzione del Teatro delle Marionette è stata completata. Nel 2008, la costruzione della seconda fontana luminosa è stata completata di fronte al Palazzo del Governo.

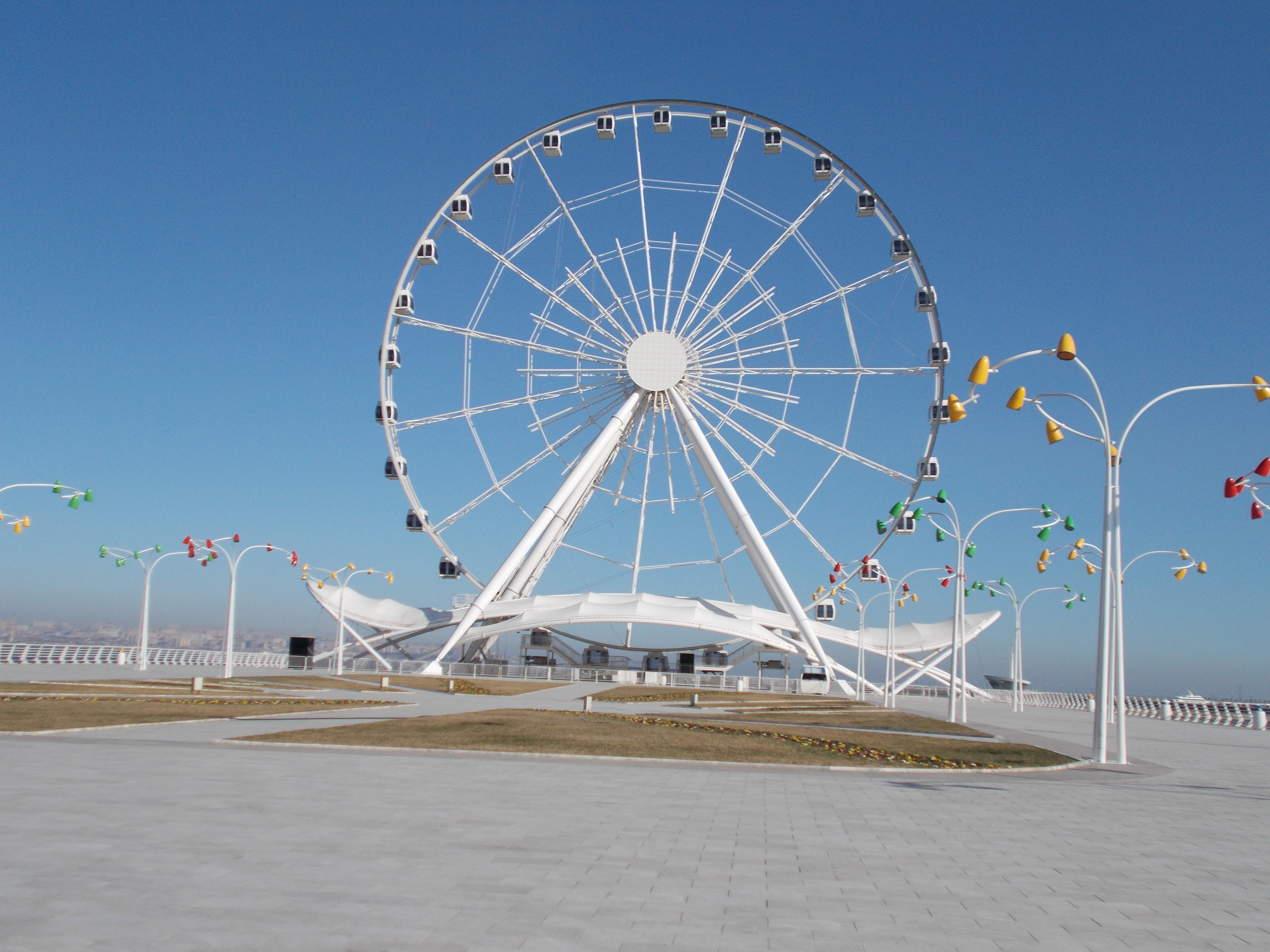
Ruota Panoramica di Baku

Nel 2008 è stata ricostruita la torre del paracadute e ha iniziato a visualizzare la velocità del vento, l'ora esatta, la data, la temperatura dell'aria e dell'acqua di mare.
Il lungomare contiene un parco di divertimenti, uno yacht club e una fontana musicale e varie statue, alberi e piante esotiche e monumenti diversi. Il parco è spesso frequentato da chi fa jogging ed è comodo per i turisti, essendo adiacente al nuovo Centro Internazionale di Mugham e alla fontana musicale.
In relazione con il decreto del presidente, nel 2008 è iniziata la ricostruzione generale del lungomare di Baku, per la quale sono stati stanziati 500 milioni di dollari dall'ufficio del sindaco di Baku. Il territorio del lungomare è stato raddoppiato. La sua lunghezza si estende dalla stazione marittima al "Boulvard Hotel" e dal Palazzo dei Giochi Manuali al Palazzo degli Sport Acquatici. La ricostruzione su larga scala è stata completata nel 2015.
Il viale ha segnato il 100º anniversario nel 2009, in quanto la data specifica della sua creazione è ancora sconosciuta.

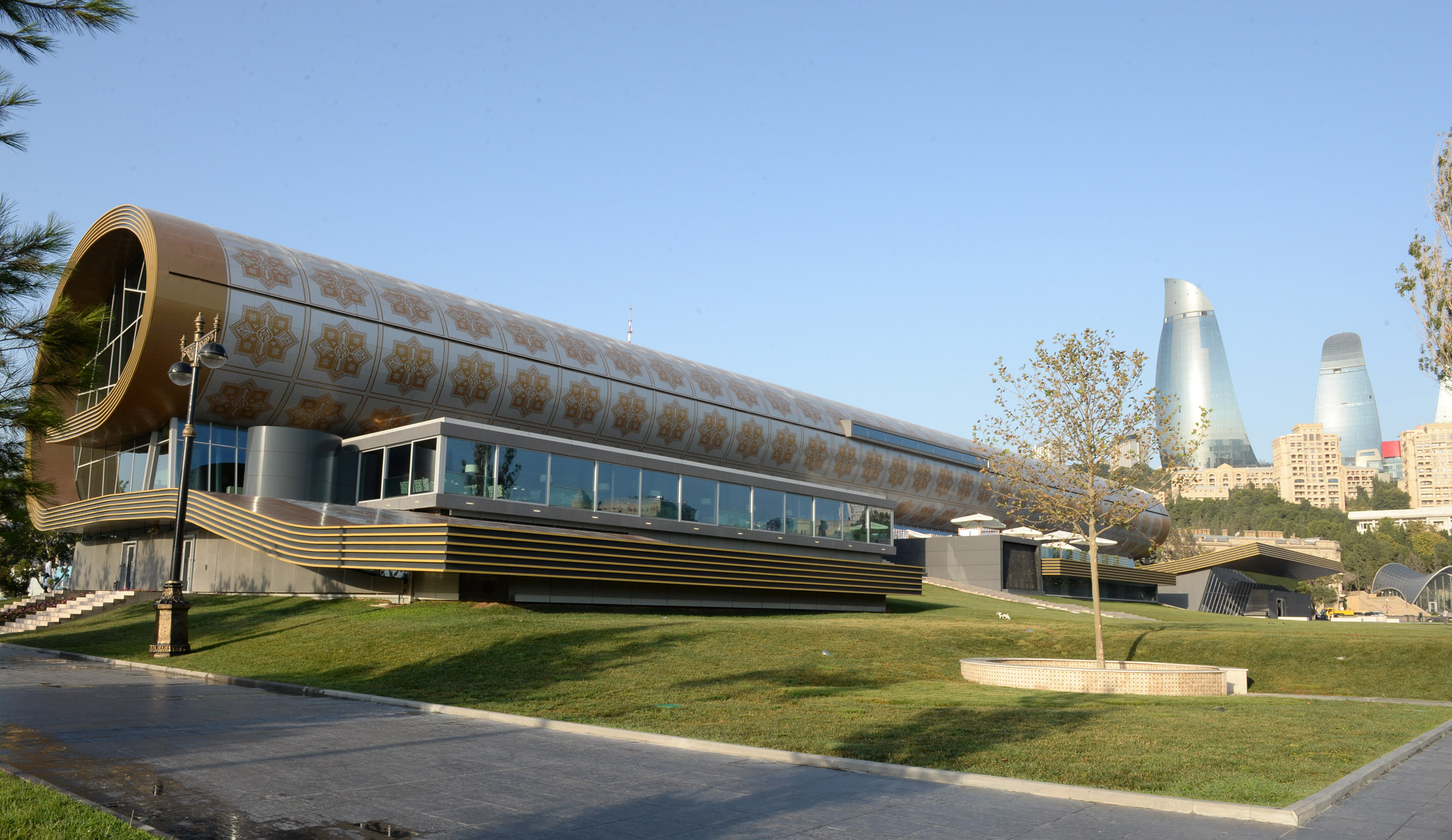
Museo del Tappeto, Baku

A marzo 2014, nella parte nuova del lungomare, è stata aperta una nuova ruota panoramica con un'altezza di 60 metri. Nel 2014, è stato anche costruito il nuovo edificio del Museo del Tappeto dell'Azerbaigian sul lungomare, vicino al Centro Internazionale di Mugham.
Sul lungomare ci sono attrazioni come il centro commerciale Park Bulvar Mall e Caspian Waterfront, ispirato alle "vele" del Teatro dell'Opera di Sydney. Alla fine del lungomare si trova la Piazza della Bandiera statale (in azerbaigiano - Dövlət Bayrağı Meydanı) con una bandiera e un'asta, che è tra le più alte al mondo che è stata costruita nel 2010. Non lontano dalla piazza della bandiera c'è il complesso sportivo e di concerti Crystal Hall, che è stato esclusivamente costruito per l'Eurovision Song Contest 2012 che si svolgeva a Baku, Azerbaigian.
Nel 2016, nella nuova parte del lungomare di Baku è stato aperto il primo cinema a cielo aperto in Azerbaigian.